# Dirk Wentholt

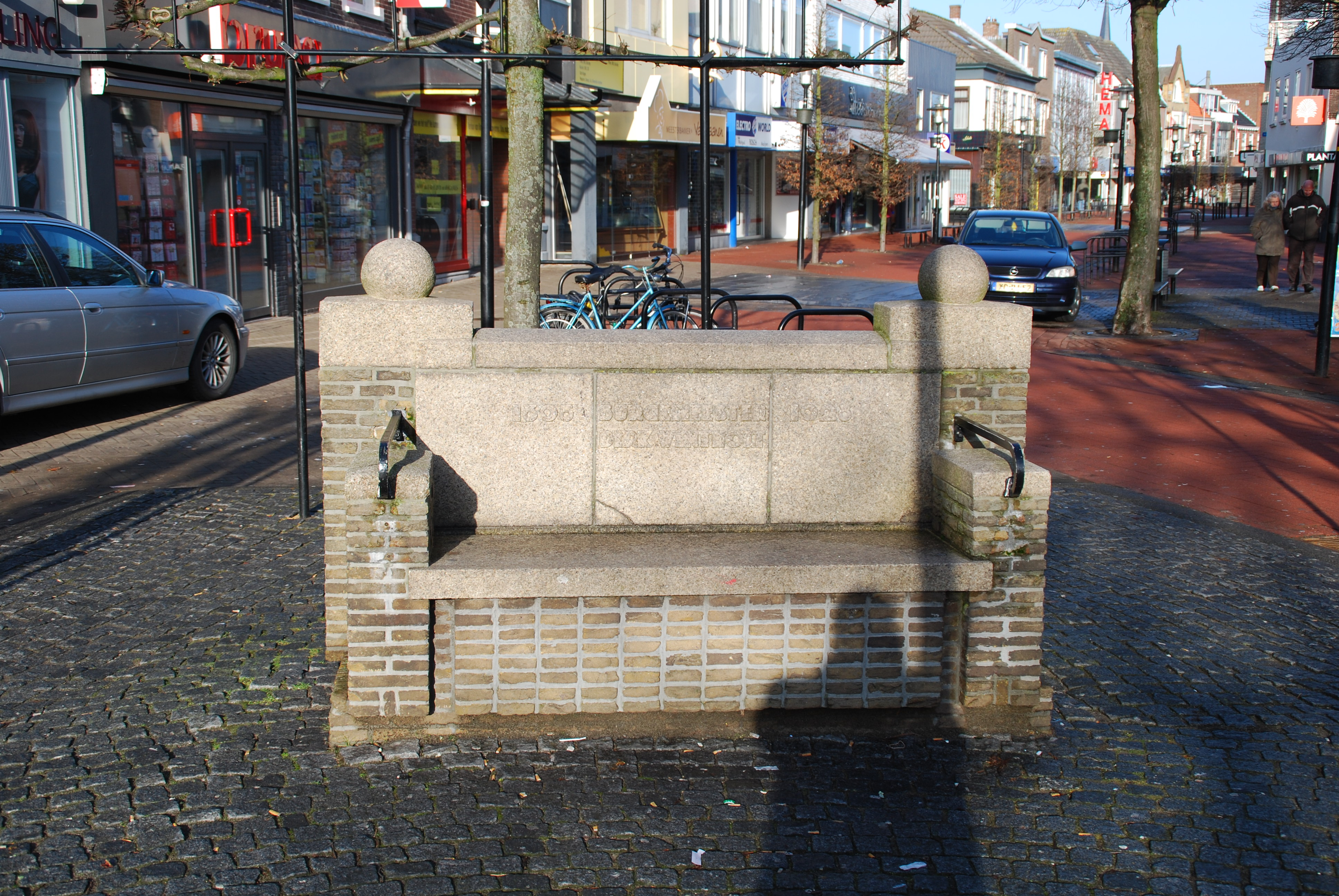
De Wentholtbank in het centrum van Hillegom

Dirk Wentholt (Heiloo, 13 oktober 1863 - Hillegom, 7 september 1928) was burgemeester van de gemeenten Ouddorp (1892 - 1895) en Hillegom (1896 - 1928). 
Op 9 februari 1892 werd de liberaal Wentholt, telg uit het geslacht Wentholt en zoon van burgemeester Pieter Lucius Wentholt (1822-1883), op 29-jarige leeftijd benoemd tot burgemeester van Ouddorp. Op 31 maart 1892 trouwde hij te Utrecht met Dorothea Petronella Serena Beets (1864-1939), dochter van de dichter en hoogleraar prof. dr. Nicolaas Beets en jkvr. Jacoba Elisabeth van Foreest, telg uit hetzelfde oud-adellijke geslacht Van Foreest als zijn moeder, uit welk huwelijk tussen 1892 en 1900 vier kinderen werden geboren, van wie er twee al jong overleden. In 1896 werd Wentholt overgeplaatst naar het Zuid-Hollandse Hillegom. Hij werd in Ouddorp opgevolgd door Simon Johannes Karsten. In Hillegom bleef Wentholt burgemeester tot zijn dood in 1928. Wentholt was over het algemeen geliefd bij de bevolking van beide gemeenten. In 1930 werd een herinneringsbank geplaatst in Hillegom.